# سرخ چشمه (اسفراین)
سرخ چشمه (اسفراین)، روستایی از توابع بخش مرکزی شهرستان اسفراین در استان خراسان شمالی ایران است.
این روستا طی اصلاحات رضا شاه  در یکجا نشینی عشایر به وجود آمد.

## جمعیت
این روستا در دهستان زرق آباد قرار دارد و براساس سرشماری مرکز آمار ایران در سال ۱۳۸۵، جمعیت آن ۴۷ نفر (۱۵خانوار) بوده‌است.